# 天津市南开中学
天津市南开中学，曾名私立敬业中学堂、私立南开学校、天津市第十五中学等，位于天津市南开区南开四马路22号，是南开系列学校的发源地，亦是天津市历史悠久的重点中学之一。
1904年，严修、张伯苓创办私立中学堂，后经历数次更名。1907年2月，学堂迁入新址，自此以地名为校名，改称私立南开中学堂。1919年4月，南开学校在中学部基础上筹建大学部，后成立为南开大学。1937年7月，南开学校遭日军炸毁，被迫停课，部分师生辗转南迁至重庆南开中学，大部分留津师生转入天津英租界内耀华学校编为特别班继续学习，后编为耀华学校“华部”。1945年，天津南开中学复校。
1952年，天津市政府接管私立南开学校，改为公立学校即天津市第十五中学，1960年更名天津市南开中学。1978年，天津市南开中学被教育部确定为全国重点中学。2023年，牵头成立天津南开学校教育集团。
目前，天津市南开中学是天津市教育委员会直属重点中学、国家级示范性高中校，由校园内部多座历史建筑构成的天津南开学校旧址是全国重点文物保护单位和特殊保护等级天津历史风貌建筑。

## 校名沿革
1904年10月，严馆、王馆合并为私立中学堂。后取“肃敬受业”之意，定名私立敬业中学堂。1905年秋，更名为天津私立第一中学堂。1907年2月13日，学堂迁入新址，因地处南开洼，更名为私立南开中学堂。1911年初至1912年4月，学校因经费来源，更名公立南开中学堂。1912年4月，遵照《普通教育暂行办法》规定，更名为私立南开学校:50。
1926年6月15日，私立南开学校校董会就校名问题进行了讨论，张伯苓提议：“现本校已有大学、中学、女中三部，各部名称颇不一致，应有规定，以示划一。”经校董范源濂提议:“各部名称对外应分立，如南开大学（Nankai University）、南开中学（Nankai High School）、南开女子中学（Nankai Girls High School），对内仍用南开学校大学部、中学部、女子中学。”获得董事会通过，学校对外称私立南开中学，对内则称南开学校中学部:4。
1952年，学校由天津市政府接管，仿照苏联学校命名规则，更名为天津市第十五中学，女中部则更名为天津市第七女子中学。1960年3月25日，更名天津市南开中学。1966年8月至1968年，学校因文革一度更名为“东方红中学”:345。

## 校史

### 家塾时期
1895年，甲午战争中国战败，民族危机感空前，教育救国的思潮兴起。严修、张伯苓等知识分子认识到发展新式教育的重要性，认为“中国自强之道，端在教育，创办新教育，造就新人才”，只有通过教育的革新才能改变国家日渐衰败的命运。
1898年，严修开设家馆，聘张伯苓、陶仲明任教，教授严修的子侄严智崇、严智怡、严智庸、嚴智鍾、严智惺及陶仲明之子陶孟和6人。在教学内容上引入近代自然科学，舍弃经学与八股文。1901年，天津邑绅王奎章在家宅开办王氏家馆，聘请张伯苓教其子侄。于是，张伯苓上午授课于严馆，下午授课于王馆，张伯苓曾称这一时期是“南开之胚胎时期”。
1902年，严修赴日本考察教育。回国后，指导张伯苓在严、王两家馆中试行日本学制。

### 建校初期

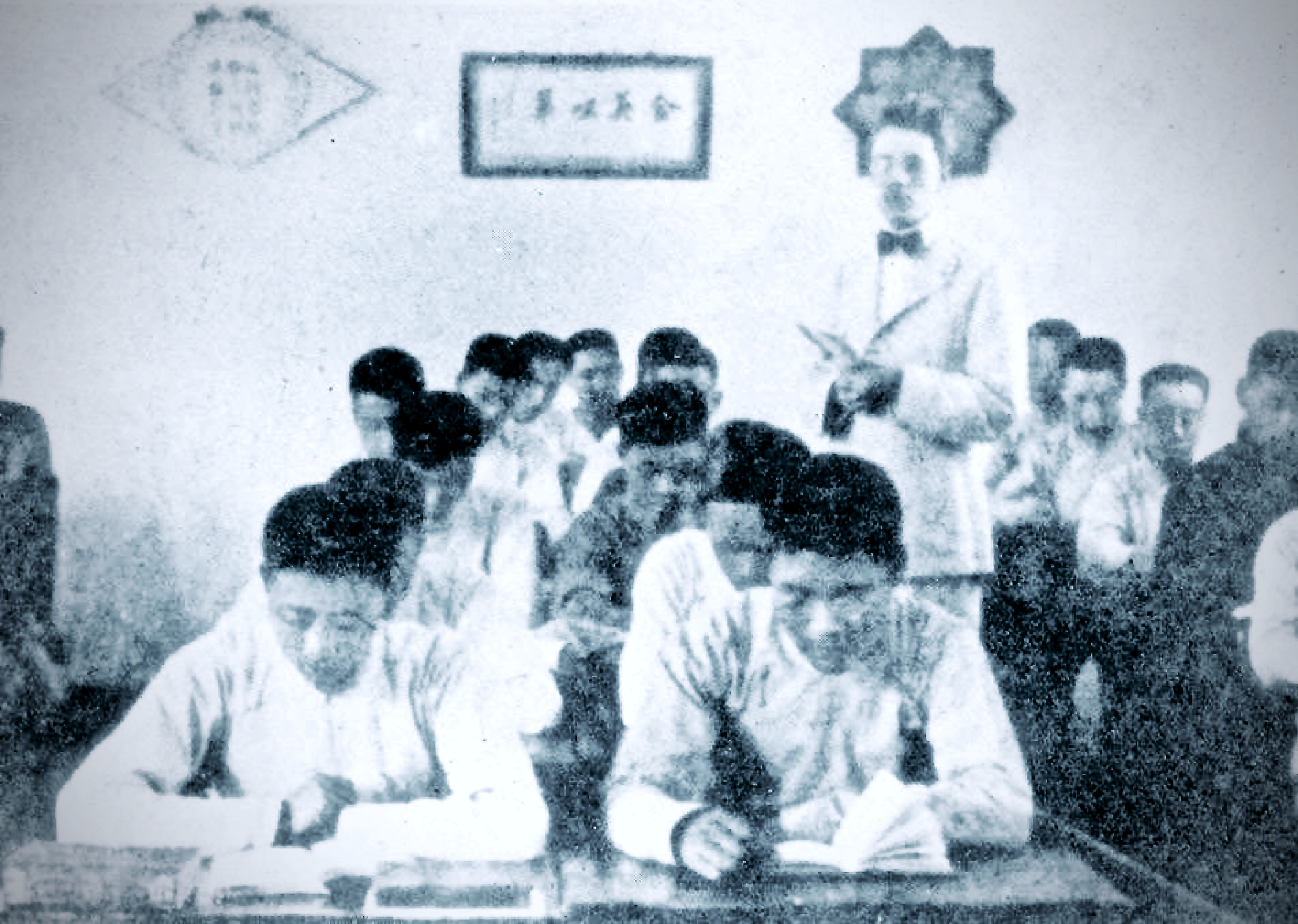
1916年南开学校的课堂，前排左一为周恩来

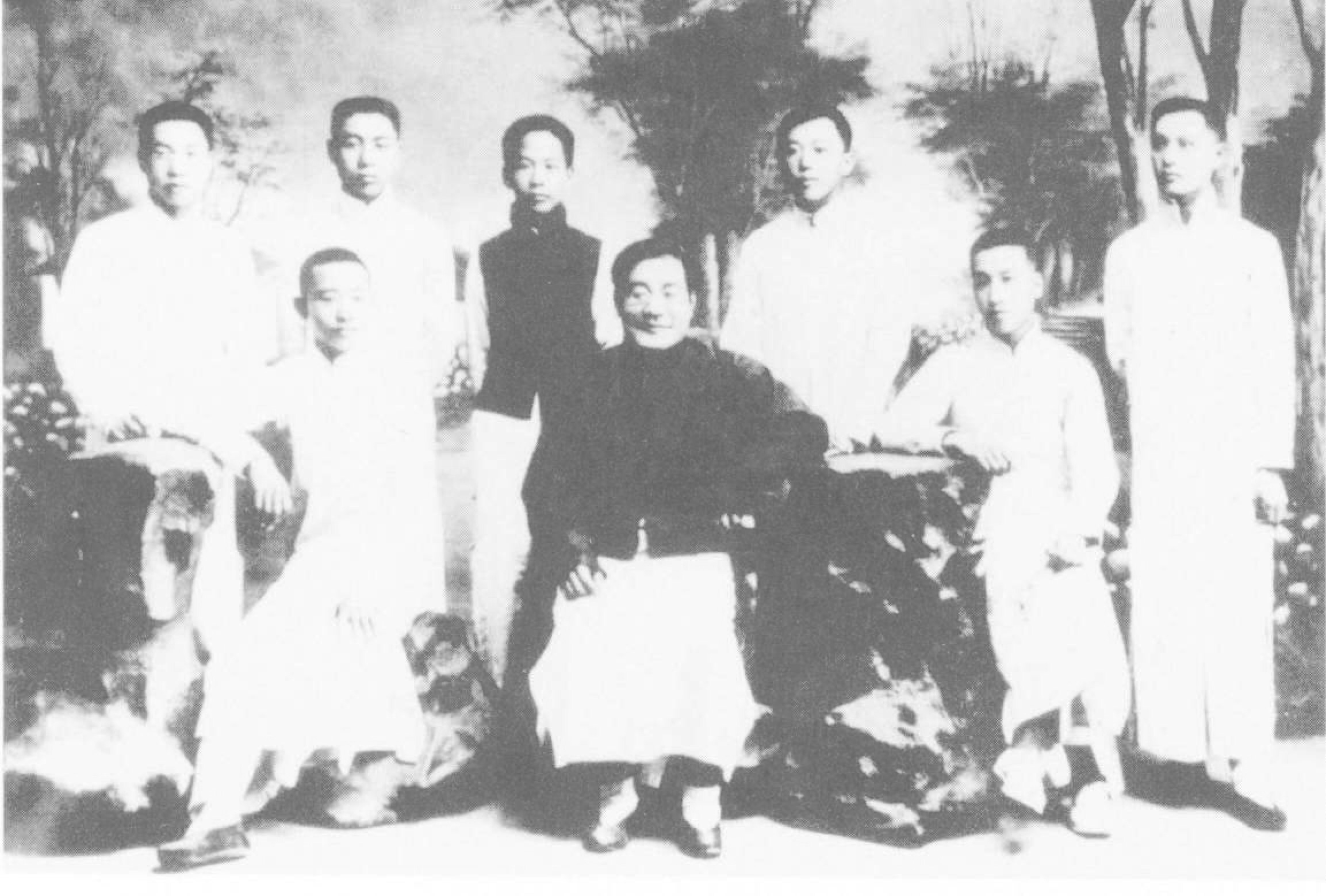
1916年国文教师张暤如与部分学生，后排左二为周恩来

1904年5月28日至8月8日，严修、张伯苓在日本考察教育。回国后，基于“中学居小学与大学之间，为培养救国干部人才之重要阶段”的判断，二人将严馆、王馆合并，利用严宅偏院，于1904年10月16日(农历九月初八)成立私立中学堂，张伯苓任监督:3。1905年秋，私立中学堂易名为“私立敬业中学堂”，后来又改名为“私立第一中学堂”。
1906年，天津邑绅郑菊如以天津城西南一块15亩的开洼地捐助学校。严修、王益孙、徐世昌、卢木斋及严子均等捐助2.6万两银建筑费，修筑校舍。1907年2月13日，新校舍建成，学堂迁入新址，因地处南开洼，更名为“私立南开中学堂”。
清朝末年，天津长芦盐商的经营状况不佳，作为盐商的严家对私立南开中学堂的捐款一度中止，王益孙、徐世昌捐银也相继终止，南开中学堂难以为继。为延续南开中学办学，严修与直隶提学使傅增湘协商，将南开中学堂改为公立，以缓解办学的经济压力。1911年3月，傅增湘饬令将北洋客籍学堂和长芦官立中学堂并入南开中学堂，客籍学堂每年2400两银经费，和长芦中学堂每年8000两银的经费也一并拨归南开中学堂支用，学生人数增至500人。为显示经费来源，学校更名为公立南开中学堂，同时，特为长芦盐商子弟设优待额50名免纳学费:50。
辛亥革命之后，南开应领公款无法兑现，故恢复私立，只得减小办学规摸，办学经费靠严修借贷维持或暂时垫付。1912年4月，遵照教育部《普通教育暂行办法》规定，南开中学堂更名为私立南开学校，学堂监督改称校长，自本年起校庆日由农历九月初八改为公历10月17日:4。
1913年1月，私立南开学校增设高等班，分文理两班，并增设中学补习班。不久，根据教育部令，高等班裁撤，学生分送北京大学预科和保定优级师范学校:50。1914年，直隶工业专门与法政学校两附属中学亦归并南开学校。1916年，添设专门部及高等师范部各一班，以张彭春为主任:50。
1916年，张伯苓在校董徐世昌的帮助下，从孟恩遠手中购得毗连学校西南界隙地4万平方米。到1916年，南开学校招收学生人数已扩大到一千余人。1919年4月，南开学校开始在中学部以南兴建大学部校舍，初设文、理、商3科，后更名私立南开大学并迁入八里台校址。1922年11月北洋政府颁行壬戌学制，南开学校学制由四年制改为六年制:272。1923年9月，女中部成立。1928年，私立南开中学经河北省教育厅呈教育部立案。1928年8月，小学部成立:51。
1929年，鲍贵卿控制的仁义地产公司拟出售南开中学操场借用土地，张伯苓以学生“不能没有练身体的运动课地方”为由，请鲍给予支持。于是鲍以半卖半捐的方式，将市价18万元的土地以5万元卖予南开中学。

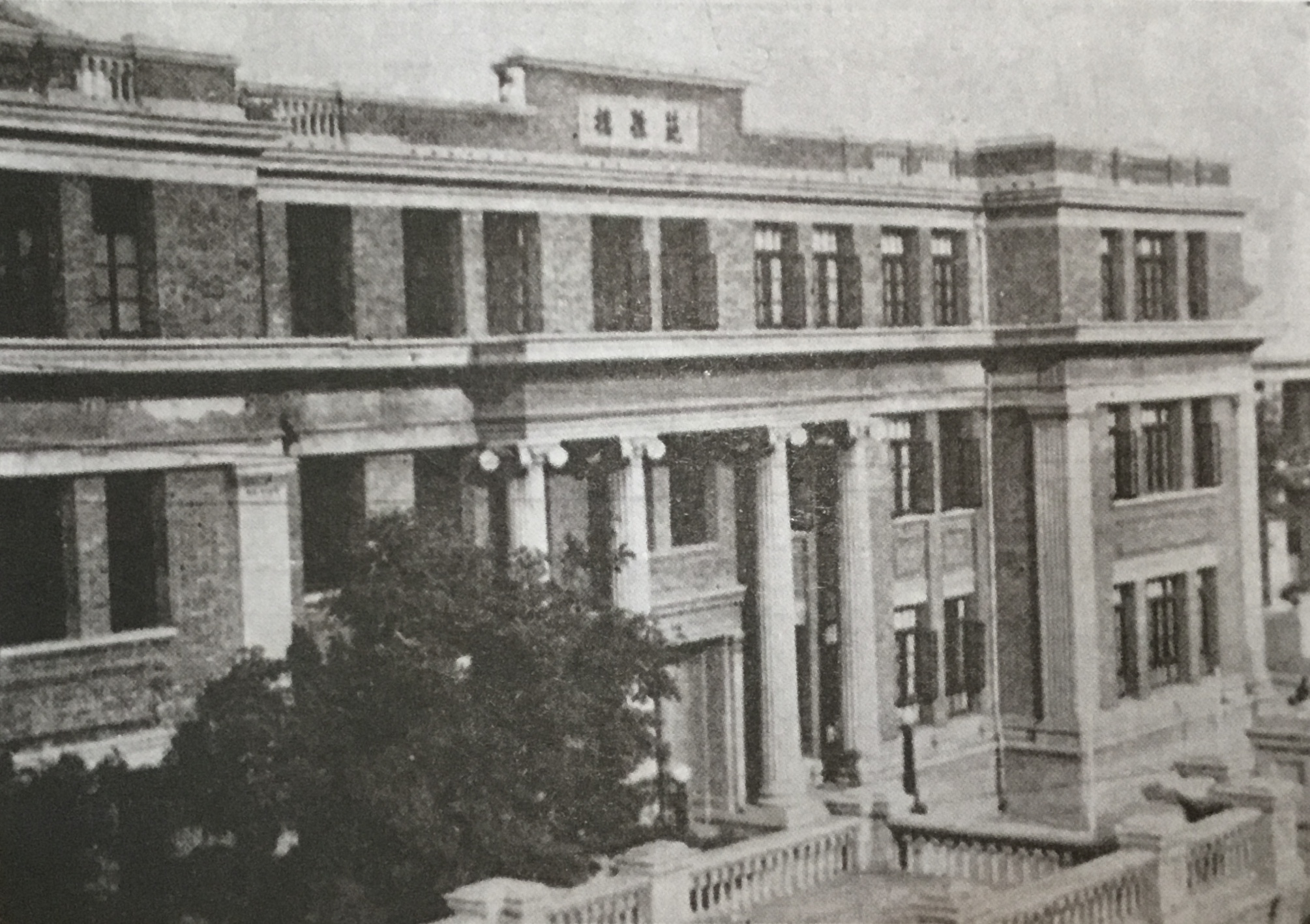
1930年代的范孙楼

1934年，南开中学建校30周年之际，逢张伯苓校长60岁寿诞，校友为其举行庆祝典礼，成立奖学基金并捐资建设了范孙楼。

### 战乱时期
1935年，日本策动所谓“华北自治运动”，天津时局不稳，喻传鉴受张伯苓委托赴四川等地考察，最终在重庆沙坪坝购地800亩余建立私立南渝中学，取“南开在渝设校”之意。
1937年7月28日，侵华日军攻占天津。7月29至30日，南开学校四部遭日军轰炸，南开学校成为“国内教育文化机关之首遭牺牲者”，大部分校舍被毁，此后学校被迫停课:53。1937年8月，南开中学主任喻传鉴离津前决定学校停办，关健南受命组成南开中学天津留守组，为教职工发放两个月工资作为遣散费，在天津英租界浙江中学筹备处成立留守组，为因学校停办而失学的学生发放肄业证书，以便证明学历投考或转学他校:54。留守组同时负责保护校产，关注南开各校址情况，联系沦陷区教职员，照顾赴渝职工留津亲属等工作，将南开中学档案、契约等存放至金城银行金库，后由留守组保管。为了维持生活，留守组在天津英租界9号路经营一间名为兆祥商行的杂货铺:54。
同年9月，英租界内的耀华学校组建特别班，录取的1,007名学生多数来自南开中学，特班利用下午3时30分至6时50分和周末时间安排教学。随后，天津局势稍有稳定，但特班学生因耀华学校“设备完全，环境优良，教授热心”而不愿转学，希望在此继续学业。特班后改称耀华学校“华部”，而正班改为“耀部”。1938年，部分师生内迁重庆，与私立南渝中学组建重庆南开中学。

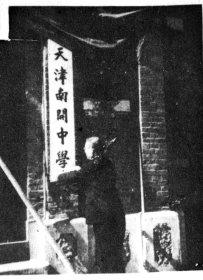
喻传鉴悬挂校牌

1945年10月2日，喻传鉴受张伯苓委托，返回天津筹备天津南开中学复校工作。1945年10月17日，天津南开中学在六里台利用中日学院校舍作为临时校舍复校:56。1946年9月1日，南开中学迁回原四马路校址并举行开学典礼。学校再次调整领导机构，由丁辅仁代理南开中学校务主任，关健南主持教务，杨坚白主持训导，史学曾主持总务工作。1947年10月，丁辅仁病逝，校务委员会改为正式机构，关健南代理校务主任。

### 中华人民共和国建立至今
1949年1月27日，学校复课。2月4日，杨坚白当选为校务委员会主任。12月9日，校董会召开，天津市教育局局长韩幽桐为董事长:58。
1951年2月24日，时任国务院总理周恩来在瑞廷礼堂向全校师生发表讲话。
1952年12月23日，天津市人民政府接管私立天津南开中学，改为公立并更名为天津市第十五中学，杨坚白任校长:296。1955年3月3日，杨志行接任校长。同年7月开展肃反运动，处理9人:297，1957年7月至9月开展反右派运动；1958年9月，设立政教处。1960年3月25日，复名天津市南开中学。同年9月，南开中学开始招收女生，男女生合校:300。1963年，学校按照市教育局所定新生录取办法，对工农干子女给予照顾。
1966年至1976年，学校各项工作被文化大革命打乱，南开中学蒙受重大损失。1966年8月至1968年，南开中学一度被改称“东方红中学”:345。1976年1月10日，南开中学举行悼念周恩来大会。1977年11月，驻校工宣队撤出南开中学。
1978年4月，天津南开中学被中华人民共和国教育部确定为部属重点中学，8月恢复择优录取新生入学，开始面向全市招生:309。1980年6月，天津市南开中学由天津市教育局直接管理。1985年8月，对文革受冲击之28人、1958年前历史遗留问题6人予以纠正:313。1989年5月，南开中学成为天津市校长负责制改革试点校，实行两级聘任制、结构工资制，建立校内职称评定方法:623。1991年，教师管理由学科组制改为年级组、学科组并存制。
1993年3月2日，聂璧初市长公布决定，将曾作为南开学校大操场的南开体育场使用权划归南开中学。1994年，大操场正式归还南开中学。同年，南开中学获批建立民办公助的天津市南英中学，还在原天津石化一中的基础上建立南开中学石化分校:357。1996年，南开中学所在的南开学校旧址被国务院公布为全国重点文物保护单位。1998年，学校以“修旧如旧”的方式修缮了范孙楼和瑞廷礼堂。1999年，天津市南开中学变更合作办学伙伴，南英中学更名为天津市南开翔宇学校，并改为民办学校:858-859。
2010年，南开中学改革教育管理体制机制，建立天津市南开中学理事会，实行理事会领导下的校长负责制。2010年7月至2011年9月，学校实施校园基础整修工程。2011年10月25日，时任国务院总理温家宝在瑞廷礼堂发表了题为《我在南开中学的日子》的报告。
2012年，南开翔宇学校、南开区人民防空办公室相继从南开中学南院迁出，南院全部归还南开中学使用。
2023年3月，天津市南开中学作为牵头校成立天津市南开学校教育集团，天津市第二南开学校、天津市南开中学滨海生态城学校、天津海河教育园区南开学校、天津市南开中学京津中关村科技城学校为成员校。

## 校园

### 原有建筑物

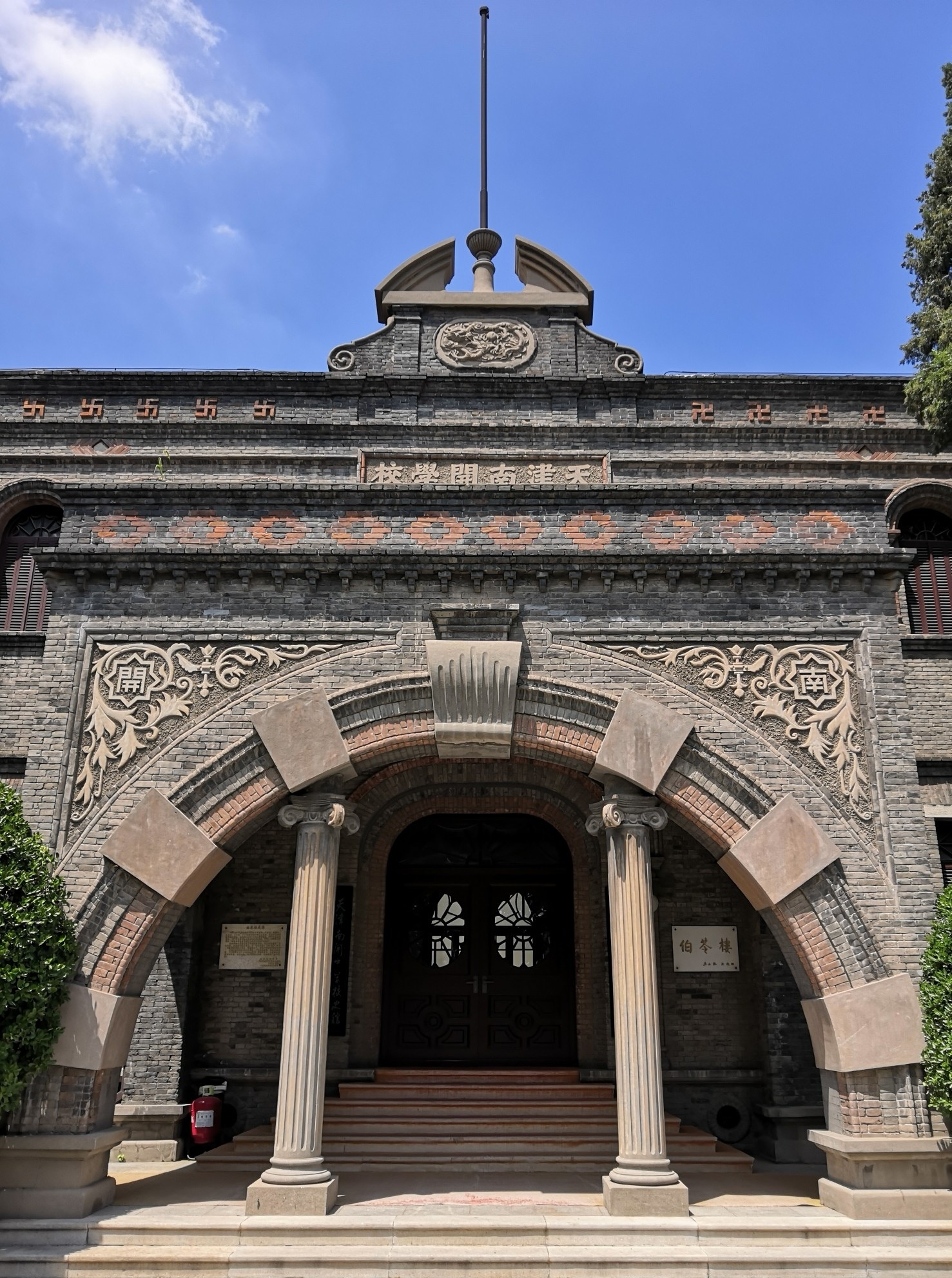
伯苓楼

南开学校旧址是全国重点文物保护单位，现存的主要历史建筑包括伯苓楼（原东楼）、北楼、范孙楼、瑞廷礼堂。
伯苓楼原名“东楼”，是南开中学建校后的首座建筑，位于北院东部，因纪念南开创始人之一张伯苓而得名。该楼为二层砖木结构，其正门设有穹形门廊，门廊上方装饰有左右对称的八角形“南”“開”字样浮雕，为最早的南开校徽图案。
1976年，伯苓楼在唐山大地震中严重损毁，翌年10月按原貌重建。1978年至1988年，该楼被辟为“周恩来同志青年时代在津革命活动纪念馆”。1999年4月5日，适逢张伯苓诞辰123周年，楼名正式更为“伯苓楼”，由申泮文撰写楼志。2004年南开中学百年校庆期间，伯苓楼被设为校史馆。2011年，曾进行大修。

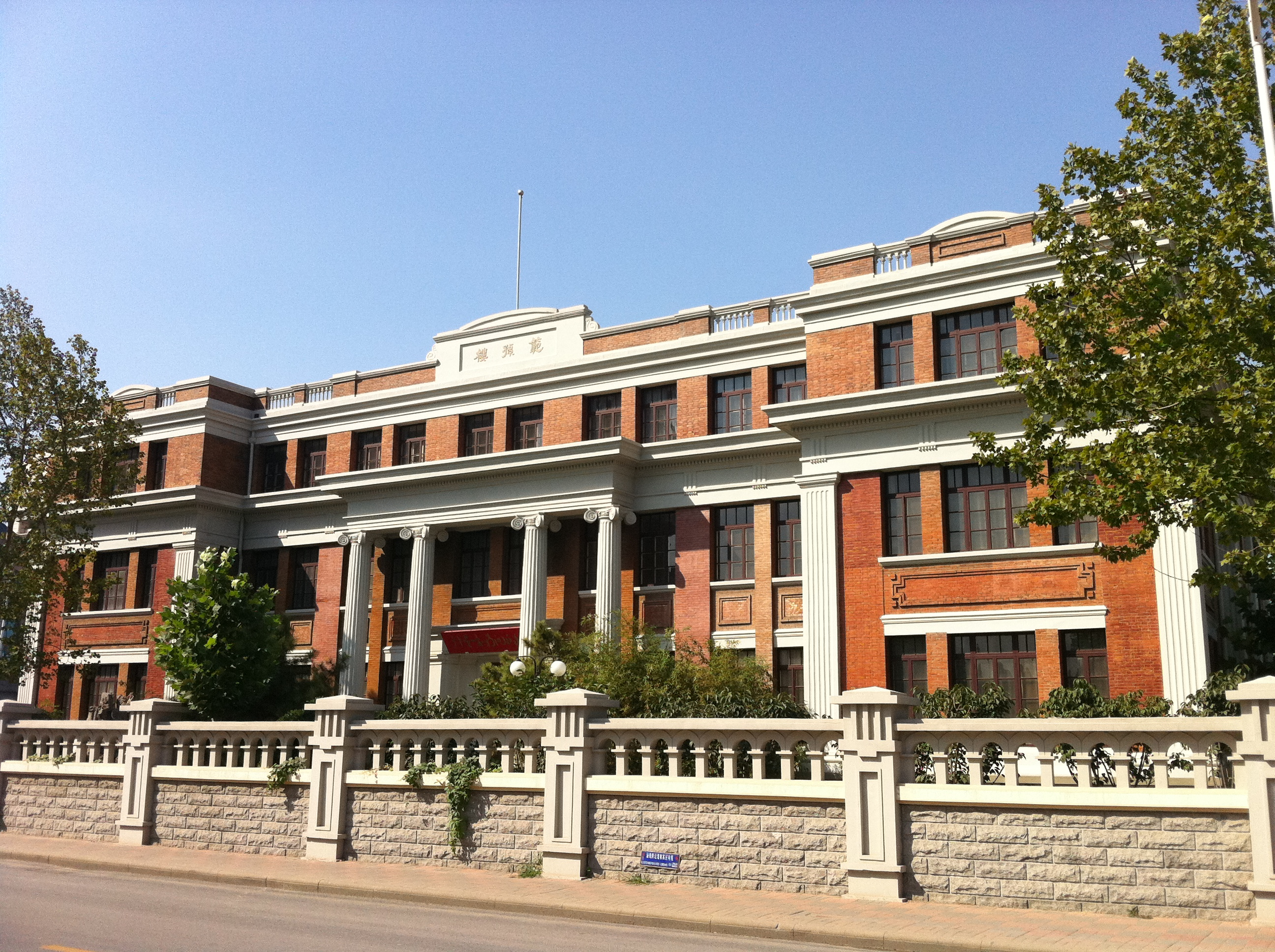
范孙楼近照

范孙楼位于北院东南部，为纪念南开另一位创始人严修（字范孙）而命名。楼宇始建于1929年4月4日，1930年10月17日正式落成，由两千余名校友和在校学生捐资兴建，设计者为校友阎子亨。建成初期用作理科实验室，目前为南开中学图书馆及主会客室。2001年，该楼翻修，楼名与楼记由王增多题写。
瑞廷礼堂位于北院中部，因南开校友章瑞庭于1934年捐资三万银元在原址重建而得名。最初的礼堂建于1907年，由袁世凯和徐世昌合捐银6000两建成，因袁世凯字慰亭，原称“慰亭堂”。重建后的瑞廷礼堂规模宏大，《大公报》称其为当时“中国第一话剧舞台”。落成典礼于1934年10月举行，1935年著名话剧《财狂》曾在此上演，由张彭春执导、曹禺主演，引起华北文艺界轰动。礼堂铭文亦由王增多书写。2001年该建筑加固大修。
思敏室位于瑞廷礼堂西侧，建于1913年，为纪念严智惺（字约敏）而建。1934年重建瑞廷礼堂时，思敏室作为附属建筑被保留。
北楼位于北院最北端，是南开中学最早期的教室建筑，始建于1906年。1913年扩建时增设上下走廊，并与西部的二斋连接，部分教室改为学生宿舍。1937年抗战爆发，日军侵占天津期间，北楼遭到严重破坏。战后复校，学校对其进行了修缮。1960年代中期，北楼局部修整，二层木制护栏更换为铁质护栏。1976年唐山地震后重建，1991年再次按原貌修复。2005年8月31日，北楼被列入天津市特殊保护历史风貌建筑。
西斋，又称“四排房”，位于北院西南部，始建于1914年10月，为木结构平房，由南向北依序建成四排，每排十间房，为住校学生宿舍。各房独立，外设走廊，院内植有槐柳树木。二排9室和四排2室曾为周恩来学习期间所居住；二排4室为温家宝1959至1960年高三时期的宿舍。20世纪90年代校园改建时，三排与四排被拆除，仅保留一排和二排。
大操场位于南院，是南开建校初期即设的运动场，设有篮球场、足球场、垒球场与冰球场，曾承办第3、5、10届华北运动会。抗战期间，南开中学遭日军空袭，大操场严重受损并长期荒废。1945年复校后，因财力有限未能修复，1952年改设为天津市第七体育场，1956年划归南开区体委，更名为南开体育场。
1993年3月2日，天津市长聂璧初在南开中学现场办公，决定将体育场归还学校。1994年，适逢南开创校90周年，大操场正式归还南开中学:334。重修后，北部仍为篮球场，东侧新建游泳馆，中部为设有跑道的足球场，西侧增设看台。

### 新建教学楼
中华人民共和国成立后，天津市南开中学拆除了瑞廷礼堂南侧的中楼，先后在校园建设了含英楼、传鉴楼、翔宇楼等新建筑。
含英楼建于1963年，位于北院范孙楼西侧，时称“新楼”。1990代，向全校师生征集楼名，最终采用语文教师林俊勋建议，定名为含英楼。含英两字取自“含英咀华”之语，这是1915年严修为周恩来所在丁二班获国文比赛集体奖颁奖所用词。
翔宇楼落成于1997年，是位于北院西端的主教学楼，以校友周恩来之字得名。主楼南北两侧设有平行附楼，整体建筑结构呈“日”字型。1996年10月，翔宇楼在西后院建设开挖地基时，挖出了两颗锈蚀斑驳的未爆弹，后经考证得知均为侵华日军轰炸南开校舍时所遗留。
传鉴楼，因纪念喻传鉴而得名，位于南院东侧，1998年落成时得名南英楼，曾是南英中学的教学楼。2013年10月15日，更名传鉴楼，并在中厅设置喻传鉴铜像。

### 纪念设施

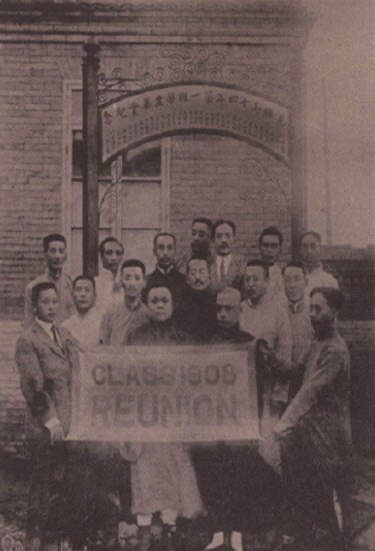
首届毕业生毕业十周年捐建纪念井留影

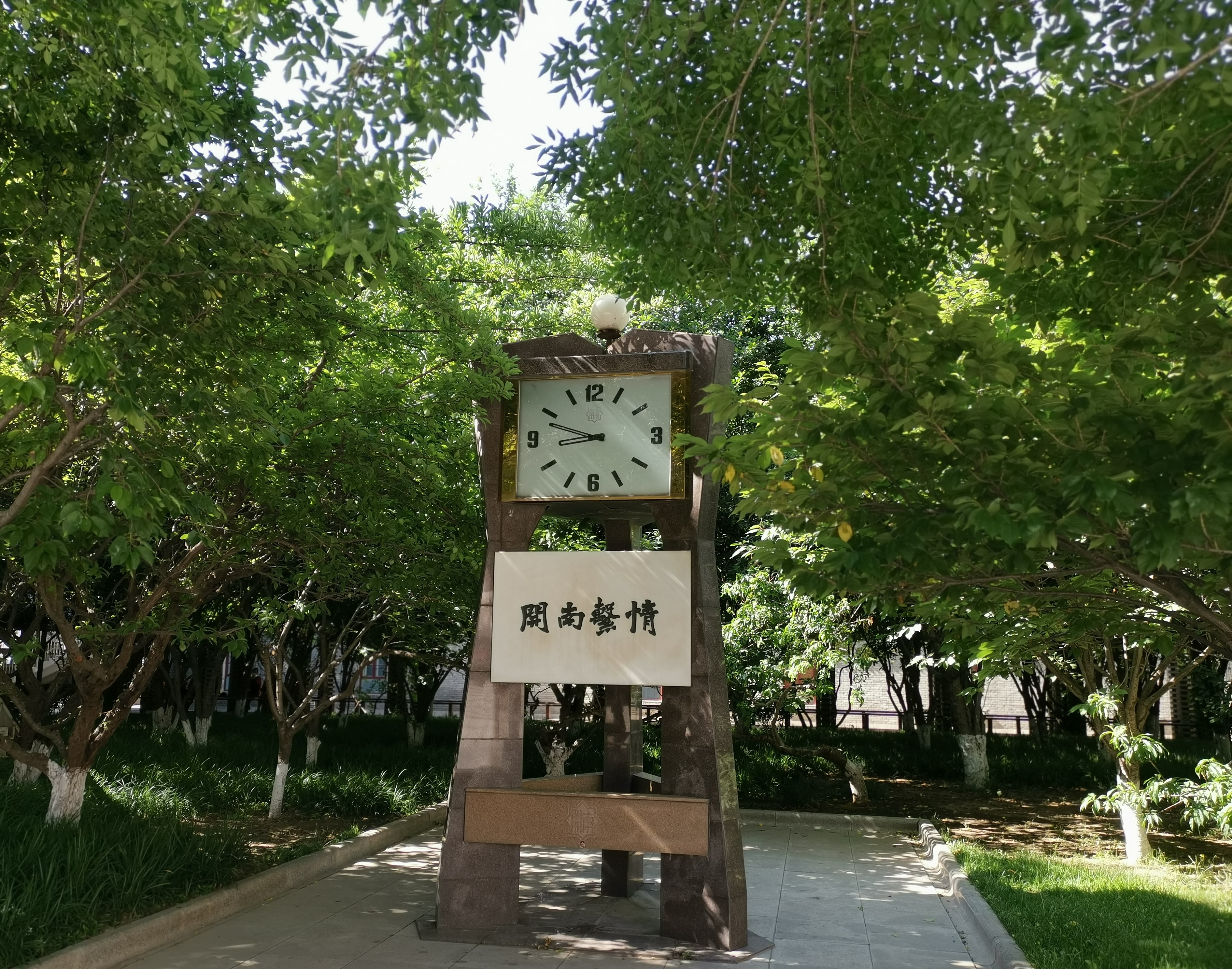
情系南开钟碑

1918年，南开中学首届毕业生捐建纪念井，纪念毕业十周年。原址位于伯苓楼东北角，后不存。2010年于伯苓楼南侧复建。
南开中学首届毕业生仅33人，其中有梅贻琦、金邦正、李麟玉、张彭春、喻传鉴等:88。
1986年5月4日，周恩来全身铜像在南开中学落成，胡耀邦题词“青年楷模”，影壁镌刻有周恩来1957年5月4日写给母校师生的一封信的全文手迹，中共中央政治局委员倪志福为铜像揭幕。
1999年3月29日，包括时任国务院副总理温家宝在内的1960届校友首倡树碑，致贺南开中学95周年校庆:97。

## 文化传统

### 校训
允公允能，日新月异。
1934年，张伯苓在纪念南开学校建校三十周年时，概括南开的教育宗旨，提出“允公允能，日新月异”的校训，指出其“目的在培养学生爱国爱群之公德，与夫服务社会之能力”，并具有“日新月异，自强不息，南开师生特有之精神”。其中“公”意为无私无我，“能”意为实干苦干。“日新月异”取意于《易经》“天行健，君子以自强不息”。校训中文标准字体源自1962年4月吴玉如为张伯苓校长夫妇合葬墓碑撰写的碑文拓片，后加以标准化处理。
校训的标准英文翻译为：“Dedication to public interests, acquisition of all-round capability, and aspiration for progress with each day.”

### 容止格言
容止格言，即镜箴，是严范孙和张伯苓创建南开学校初期所创立的一种对学生实施素质教育的熏陶方式，称之为“镜箴自鉴”。內容如下：
面必净，髮必理，衣必整，钮必结。
头容正，肩容平，胸容宽，背容直。
气象: 勿傲，勿暴，勿怠。

颜色: 宜和，宜静，宜莊。

### 校歌
1917年5月，在东京的部分南开学生举行茶话会欢迎当时赴日本参加远东运动会的张伯苓校长和南开学校的运动员。会上，留日南开学生张蓬仙提议编写一首让每一个南开人都传唱的校歌，得到张伯苓的赞同。1919年春，张伯苓审定了现在的校歌歌词，曲谱源自西方教会音乐中的一首圣诞歌曲的曲调，这支曲谱在19世纪被填上新词并演化为德国民歌《圣诞树》。新生入学时学校便会教授校歌，且每当重大纪念日或活动时，都会播放校歌。
渤海之滨，白河之津，巍巍我南开精神。
汲汲骎骎，月异日新，发煌我前途无垠。
美哉大仁，智勇真纯，以铸以陶，文质彬彬。

渤海之滨，白河之津，巍巍我南开精神。

### 校史研究
2010年1月，天津市南开中学成立天津南开校史研究中心，从事南开中学校史研究、传播，组织编撰了《天津南开中学志》《南开校史研究丛书》《天津南开中学年鉴》《南开公能讲坛录》以及“周恩来南开中学丛书”等书籍。

## 校友
天津市南开中学校友指曾在天津南开中学肄业、毕业之学生，退职或现任之董事及教职员。

### 校友会
1919年12月，校友周恩来主持建立了“南开出校学生通讯处”并任办事人，是南开第一位校友工作者。1925年，校长张伯苓提出组织“出校同学会”以联络毕业同学。1929年10月，南开校友总会正式成立。天津市南开中学是南开校友总会成员之一。

### 政界
南开中学的在政界的校友遍及海峡两岸。

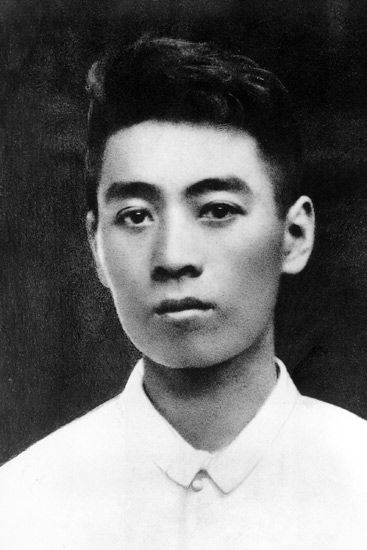
1917届校友、中华人民共和国首任总理周恩来

- 周恩来：1917届校友，中华人民共和国国务院首任总理，中国人民政治协商会议全国委员会前主席。
- 吳國桢：1919届校友，前中華民國漢口市長，重慶市長，外交部次長，上海市長，台湾省主席。
- 屈武：1922届校友，中国国民党革命委员会前主席、中国人民政治协商会议全国委员会前副主席。
- 唐明照：1930届校友，原名唐锡朝，前联合国副秘书长。
- 林枫：1930届校友，中华人民共和国全国人民代表大会常务委员会前副委员长，中国共产党中央党校首任校长。
- 卢乐山：1934届校友，幼教专家、前中华全国妇女联合会副主席。
- 万国权：1938届校友，前中国民主建国会副主席，前中国人民政治协商会议全国委员会副主席。
- 孙孚凌：1938届校友，前北京市副市长，前中国人民政治协商会议全国委员会副主席。
- 赵启正：1958届校友，前中国人民政治协商会议全国委员会常务委员外事委员会主任，上海市浦东新区管理委员会首任主任。
- 温家宝：1960届校友，中华人民共和国国务院前总理。

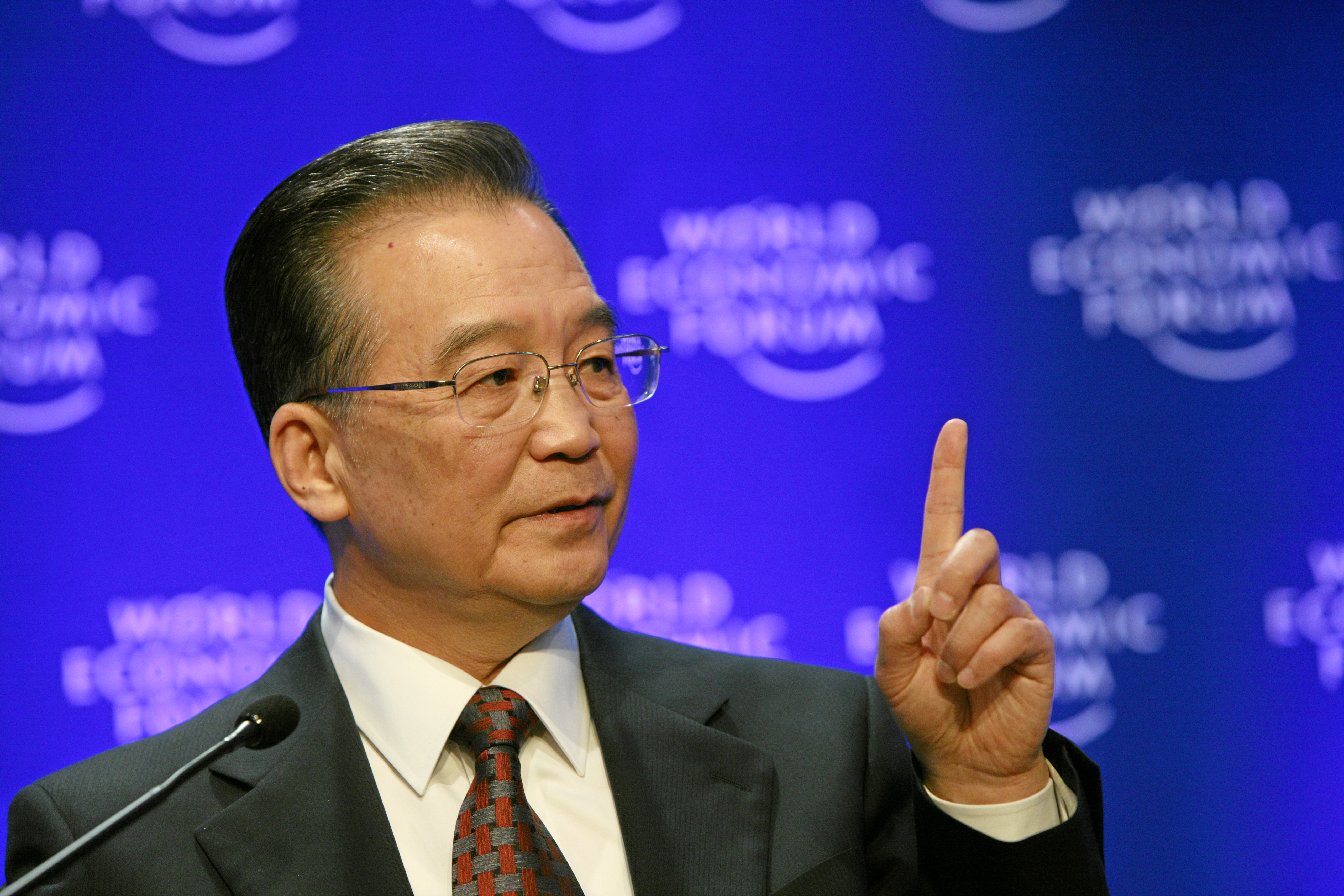
1960届校友、总理温家宝

### 学术界
- 陶孟和：1906年毕业于私立第一中学堂。社会学家，前中国科学院副院长、中国科学院图书馆创始人。
- 梅贻琦：1908届校友，曾任中华民国教育部部长、中央研究院院士和国立清华大学校长。
- 金邦正：1908届校友[40]，曾任清华学校校长，教育家、林业学者。
- 杨石先：1910届校友[來源請求]，有机化学专家、中国化学会会长、中国科学院院士。任教于南开中学、南开大学，曾任南开大学校长。
- 袁复礼：1912届校友，地质学家、地质教育家、中国地貌学先驱、中国地质学会创始人之一。
- 叶公超：1917年至1920年就读。外交家，新月派代表人物之一。
- 江泽涵：1922届校友，北京大学数学系教授，中国科学院院士。
- 黄家驷：1924届校友，医学家、教育家、世界胸外科奠基人之一[41]。
- 吴大猷：1925届校友，前台湾中央研究院院长。
- 吴大任：1926届校友，数学家、中国数学会副理事长，曾任南开大学副校长。
- 钱思亮：1927届校友，前台湾中央研究院院长，台湾大学校长。
- 张文佑：1930届校友，曾任中国科学院地质研究所所长，中国科学院院士[42]。
- 陈新民：1931届校友，冶金工程物理化学专家、中国科学院院士。
- 叶笃正：1935届校友，气象学家，前中国科学院副院长、中国气象学会理事长。
- 申泮文：1935届校友，无机化学专家、中国科学院院士。
- 刘东生：1937届校友，环境地质学家，中国科学院院士，国家最高科学技术奖获得者。
- 梁思礼：1935-1937年就读，火箭控制系统专家，中国科学院院士。
- 王大中：1953届校友，中国核反应堆工程与核安全专家，中国科学院院士，清华大学前校长。
- 王亚愚：1993届校友，清华大学物理系教授，曾任清华大学物理系主任[1]:547[43]。

### 文化界
- 张彭春：1908届校友，教育家、戏剧家、外交家。
- 黄钰生：1915届校友，天津市政协副主席，曾任南开大学秘书长、天津市教育局长、天津图书馆馆长。
- 吴玉如：1917届校友[44]，国学大师、书法大师。
- 曹禺：1928届校友，剧作家。
- 金焰：1920年代校友，中国1930年代的“电影皇帝”。
- 张肖虎：1931届校友，作曲家，中国音乐学院作曲系前主任、副院长。
- 郑念：1933届校友，原名姚念媛。《上海生死劫》作者。
- 端木蕻良：1933届校友，红学家。
- 韦君宜：1934届校友，作家、编辑，曾任《中国青年》总编辑、《人民文学》副主编、人民文学出版社社长等职。
- 查良铮：1935届校友，笔名穆旦，诗人、作家。
- 吳訥孫：1936届校友，作家、《未央歌》作者[45][46]:51。
- 周汝昌：1930年代校友，红学家。
- 黄宗江：1930年代校友，电影剧作家、表演艺术家、京剧艺术家。
- 沈湘：1930年代校友，中央音乐学院声乐系前主任，声乐大师。
- 容鼎昌：1930年代校友，中国当代散文家、记者。
- 资华筠：1950届校友，曾任中央舞蹈研究所所长，中国舞蹈家协会副主席[47]。

### 杰出教工
- 马千里：1910年代教员，教育家、社会活动家。
- 张彭春：1916年至1918年任南开学校专门部主任兼代理校长。联合国经济社会理事会中国代表。联合国人权委员会副主席，参与起草《世界人权宣言》。
- 董守义：1920年代末体育老师，篮球教练，曾任中华全国体育总会副主席。
- 范文澜：1920年代文史教员，马克思主义历史学家、学部委员。
- 姜立夫：1920年代算学教师，中国现代数学先躯，数学教育家、中央研究院数学所所长、院士。
- 罗常培：1920年代国文教员，原名罗莘田，国学大师、学部委员。
- 熊十力：1920年代国文教员，哲学家，后任教于北京大学、浙江大学。
- 老舍：1920年代国文教师，原名舒庆春，被国家授予“人民艺术家”称号。
- 王昆仑：1920年代国文教员，前中国国民党革命委员会主席、前中国人民政治协商会议全国委员会副主席。
- 何其芳：1930年代国文教员，诗人、散文家、文学研究家，前中国文学艺术界联合会党组书记、学部委员。

## 管理

### 校长
- 张伯苓
- 杨坚白（1949.01-1955.03）
- 杨志行（1955.03-1966.05，1978.08-1984.08）
- 王淑玲（1984.08-1989.05）
- 纪文郁（1989.05-1993.10）
- 康岫岩（1993.10-2008.08）
- 杨静武（2008.08-2011.06）[1]:711
- 马越美（2011.06-）[1]:717